# 23644 Яманеко
23644 Яманеко (23644 Yamaneko) — астероїд головного поясу, відкритий 13 січня 1997 року.
Тіссеранів параметр щодо Юпітера — 3,517.
Названо на честь Яманеко (яп. やまねこ(山猫)).